# East Angus
Pour les articles homonymes, voir Angus.
East Angus (prononcé /istε̃gys/) est une ville située dans la MRC du Haut-Saint-François, en Estrie, au Québec (Canada).

## Histoire
East Angus a été érigée en municipalité distincte le 14 mars 1912. Si la population était majoritairement anglophone lors de l'arrivée des premiers colons, l'arrivée de Canadiens-français au cours du XXe siècle a fait d'East Angus une ville majoritairement francophone. Selon le recensement de 2006, seulement 4 % de la population est anglophone. En 1914, la municipalité d'East Angus se développe considérablement avec la construction de la gare ferroviaire du Chemin de fer Québec Central et de la briqueterie Brick and Tile.
La ville doit son nom à William Angus, un industriel prospère d’origine écossaise qui décida d'y faire construire un moulin à scie et une papeterie en 1881 après un séjour dans la région, et d'y construire une usine de pâtes et papiers aux abords de la rivière Saint-François. Maintes fois transformée et modernisée depuis sa fondation, la compagnie Cascades l’acquiert en 1983 et ferme la papetière en septembre 2014, l’entreprise conclu une entente afin de vendre ses actifs de fabrication et de transformation de carton plat à Graphic Packaging. La cartonnerie de East Angus emploie aujourd’hui environ 90 travailleurs.
Épousant toujours les rives de la rivière Saint-François à une vingtaine de kilomètres de la ville de Sherbrooke, au sud-ouest du Québec, East Angus s’est toutefois étendue dans les terres pour englober un territoire plus vaste et plus riche que jamais.

### Conflit de travail

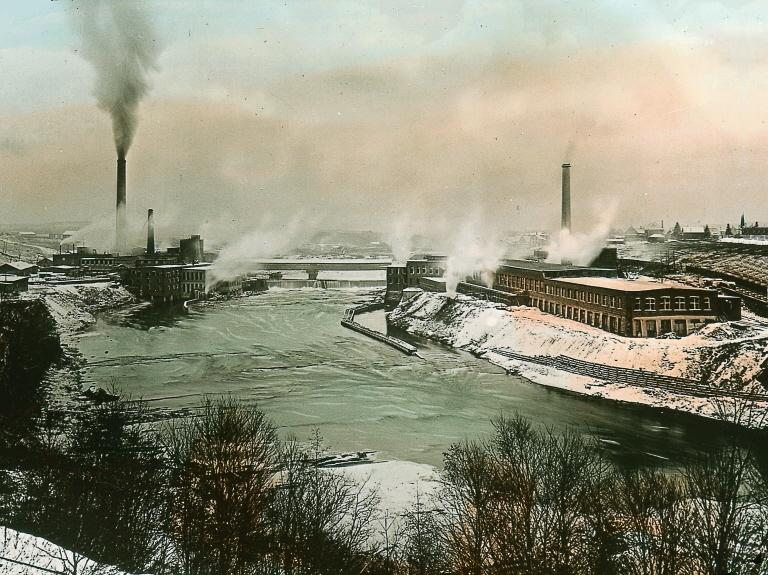
Brompton Pulp & Paper Company, 1930

L'usine de pâtes et papiers a été l'hôte de plusieurs conflits de travail qui ont marqué l'histoire syndicale au Québec.
Le Québec entame sa Révolution tranquille au tournant des années 1960 et la société québécoise se transforme rapidement. La montée du mouvement indépendantiste avec les bombes du FLQ, les manifestations violentes contre toute forme d’oppression et les nombreuses grèves deviennent rapidement la norme dans cette société en ébullition. En 1968, plus de 160 grèves éclatent au Québec, dont celles des usines Domtar d'East Angus et de Windsor. Ce conflit de travail à East Angus va marquer profondément l'histoire de la ville, normalement paisible.
À East Angus et à Windsor, les négociations entre la compagnie Domtar et les syndicats achoppent et provoque une grève violente. Les 1 200 employés des deux usines déclenchent une grève le 18 juillet 1968. Celle-ci sera longue, violente et difficile. L'impasse dans les négociations est liée aux conditions salariales. Alors que Domtar offre une augmentation de 18 cents l'heure, le syndicat en demande 53 cents. À l'usine Kruger de Bromptonville, une nouvelle convention collective est signée dans laquelle les employés obtiennent 53 cents d'augmentation salariale l'heure.
La compagnie Domtar refuse de négocier malgré la diminution des demandes syndicales syndicat à 35 cents. Le refus de s’asseoir à la table des négociations provoque l’enlisement du conflit et la grève s’éternise pendant plusieurs mois. Le député de Compton, Claude Gosselin, alors ministre des Terres et des Forêts, propose alors sa médiation pour régler le conflit. C’est un échec. Devant la longueur des négociations, Domtar menace de fermer les deux usines alors que le syndicat exige que le gouvernement mette au pas la compagnie.
L’affrontement

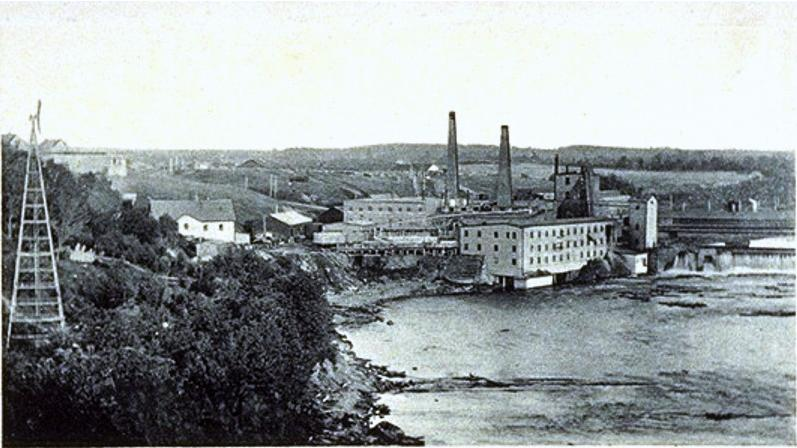
Compagnie de pâte et papier Brompton, East Angus.

Durant la grève, de juillet 1968 à janvier 1969, les villes de Windsor et d'East Angus sont presque complètement paralysées, Domtar étant le plus important employeur. La tension se faisant grandissante, des épisodes violents deviennent inévitables. À la fin juillet, une injonction est émise pour empêcher les syndiqués de bloquer l’entrée de l’usine aux mécaniciens, contremaîtres et gardiens de sécurité. À la mi-août, des voitures de contremaîtres sont vandalisées. Lors d’une manifestation, les grévistes pénétrèrent à l’intérieur de l’usine d’East-Angus et l’occupent pendant quelques heures tout en étant armés. Le 16 septembre, deux gardiens de la Pinkerton sont blessés dans une violente manifestation parce qu’ils sont entrés dans l’usine. Les syndiqués en furie marchent alors sur la ville et sont accompagnés par des sympathisants.
Ce sont plus de 300 personnes armées de bâtons qui se dirigent vers le poste de police et l’hôtel de ville. On accuse les policiers municipaux d’être à la solde de la Domtar et le maire d’East Angus d’être un scab. En effet, celui-ci est un contremaître de l’usine et n’a pas respecté les lignes de piquetage. La foule tombe alors sur la brigade anti-émeute de la Sûreté du Québec (78 policiers) qui protègent la poste et l’hôtel de ville. Après les négociations, la brigade quitte les lieux et la foule se calme évitant de poser des actes regrettables. Le pont d’East Angus fut même bloqué par les grévistes à un certain moment. Le gouvernement ordonne alors la tenue d’une enquête sur la situation de l’industrie des pâtes et papiers.
Le 21 janvier 1969, les travailleurs entérinent la convention collective à 70 %. De nombreux travailleurs sont néanmoins insatisfaits de l’entente finale. La promesse de ne pas être poursuivis au criminel pour les actes de vandalisme a été l'élément central de l'entente. Domtar accorde finalement une augmentation de 30 cents l’heure. Le syndicat est condamné à 19 000 $ d’amende pour outrage au tribunal et versera 20 000 $ en compensation à Domtar pour les dommages causés à ses usines.

## Géographie
Au confluent des rivières Saint-François et Eaton, East Angus est la deuxième ville en importance de la MRC du Haut-Saint-François, après Cookshire-Eaton.

## Démographie
| 1921  | 1931  | 1941  | 1951  | 1956  | 1961  | 1966  | 1971  | 1976  |
| ----- | ----- | ----- | ----- | ----- | ----- | ----- | ----- | ----- |
| 3 802 | 3 566 | 3 501 | 3 714 | 4 239 | 4 756 | 4 909 | 4 715 | 4 417 |

| 1981  | 1986  | 1991  | 1996  | 2001  | 2006  | 2011  | 2016  | 2021  |
| ----- | ----- | ----- | ----- | ----- | ----- | ----- | ----- | ----- |
| 4 016 | 3 701 | 3 639 | 3 642 | 3 570 | 3 357 | 3 741 | 3 659 | 3 840 |

## Administration
Les élections municipales se font en bloc pour le maire et les six conseillers.
| East Angus Maires depuis 2001                                                                                        |                |         |          |
| Élection | Maire          | Qualité | Résultat |
| 2005 | Martin Mailhot |         | Voir     |
| 2009 | Robert G. Roy  |         | Voir     |
| 2013 | Robert G. Roy  | Voir    |          |
| 2016 | Lyne Boulanger |         | Voir     |
| 2017 | Lyne Boulanger | Voir    |          |
| Élection partielle en italique Depuis 2005, les élections sont simultanées dans toutes les municipalités québécoises |                |         |          |

## Culture et éducation
Il existe deux salles de spectacle dans la municipalité, lesquelles ont accueilli des artistes populaires du Québec tels que Patrick Norman, Maxim Martin et Jean-Michel Anctil. Le Centre culturel possède une salle pouvant accueillir un peu plus de cent personnes alors que l'auditorium de la Polyvalente Louis-Saint-Laurent peut accueillir plus de 400 personnes.
East Angus compte trois écoles (deux de niveau primaire et une de niveau secondaire). La Polyvalente Louis-Saint-Laurent accueille un peu plus de 800 élèves, de 12 à 18 ans, provenant de toutes les municipalités de la MRC du Haut-Saint-François.

### Édifices religieux
- Église Christ Church d’East Angus, construite en 1886 et d'inspiration néogothique[7]
- Église Emmanuel United[8]
- Église Saint-Louis-de-France d’East Angus[9]

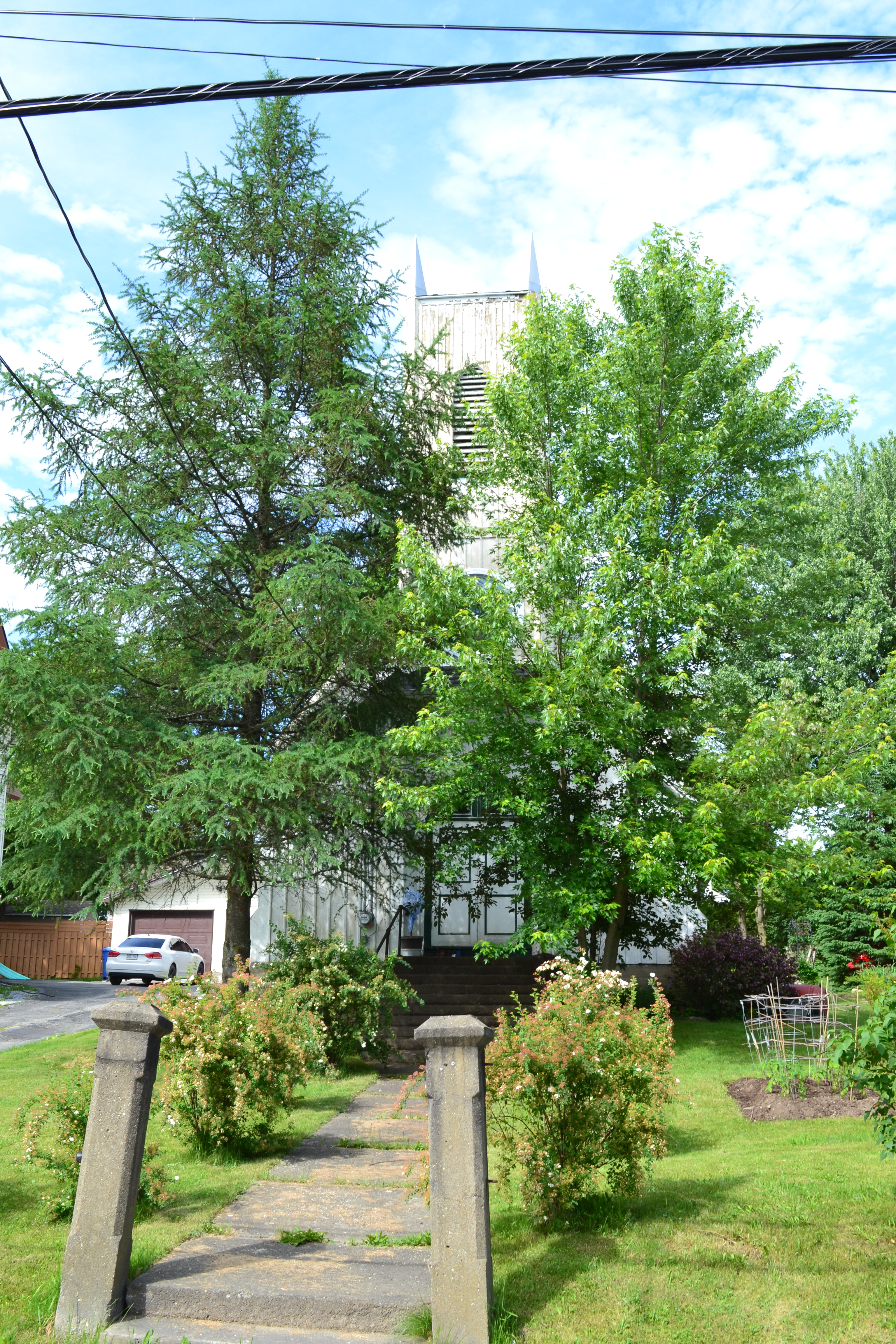
Église anglicane Christ Church d’East Angus construite en 1886.
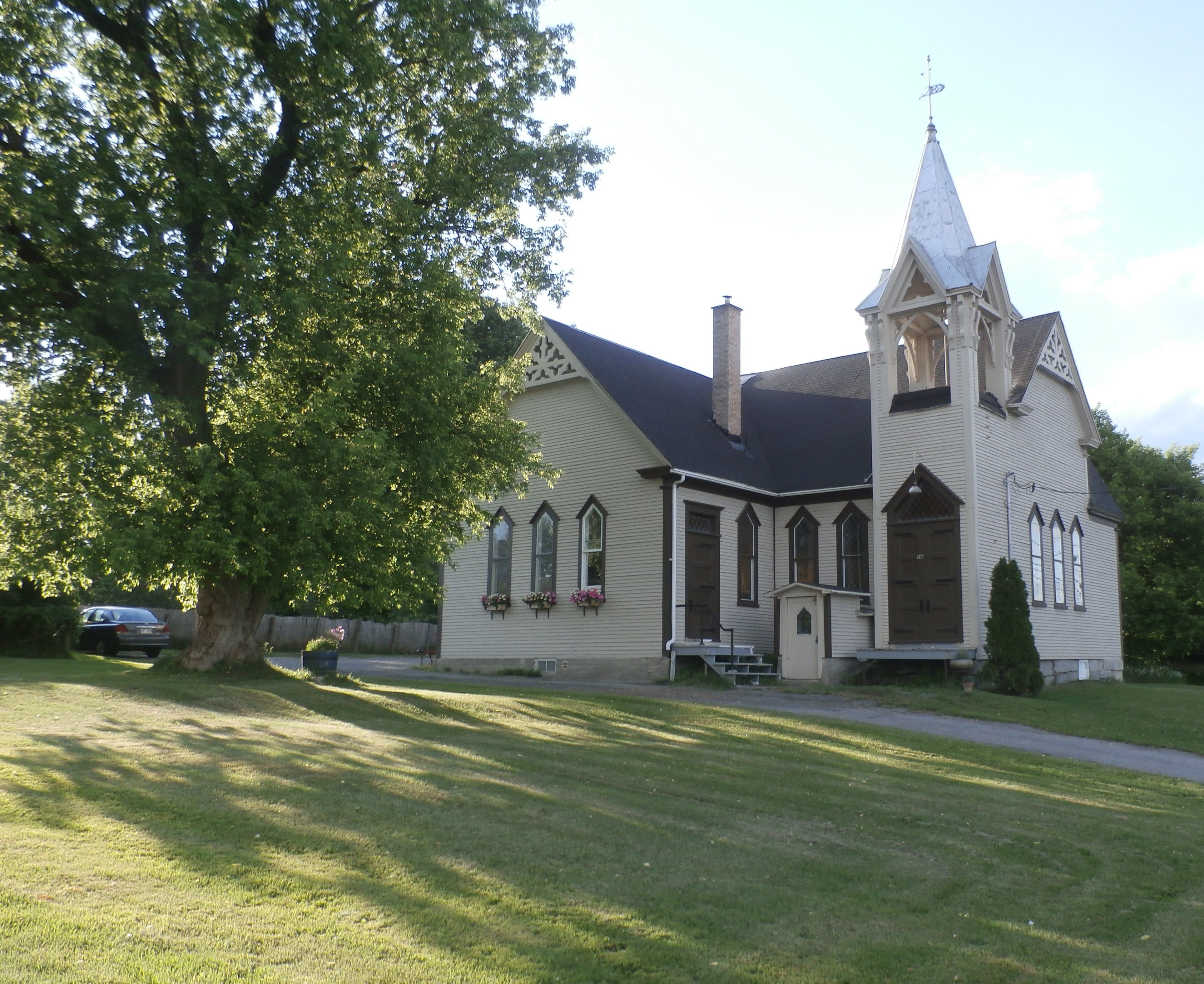
Église Emmanuel United d'East Angus (construction 1899).
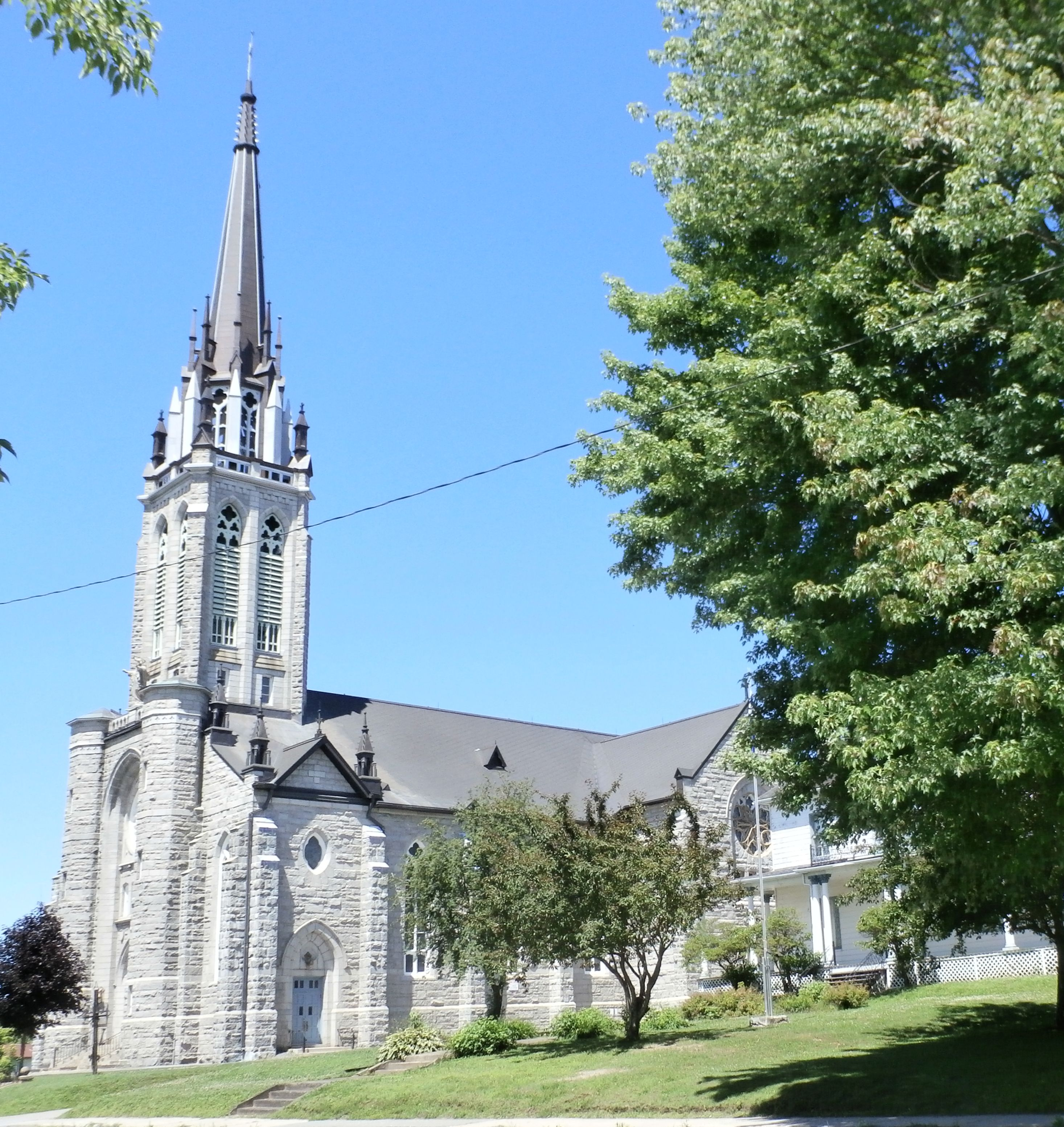
Église Saint-Louis-de-France bâtie entre 1921 et 1923 à East Angus.

## Sports
Depuis plusieurs années, le hockey est l'un des principaux sports pratiqués dans cette municipalité vu de l'aréna Robert Fournier et de l'association du hockey mineur des hauts st-françois. Les sharks est le nom de leur équipe qui participe à tous les années au tournoi provincial atome pee-wee de East Angus. Il existe également des équipes de soccer pour la saison d'été. De plus, la ville compte également un parcours de golf de 18 trous, le Club de golf East Angus.

## Loisirs et vie communautaire
Programme de jeunesse offert comme les cadets de l'air pour les jeunes de 12 à 18 ans.

## Tourisme
East Angus fait partie du circuit des sheds panoramiques, un parcours de 150 km à travers le Haut-Saint-François. Ce circuit comprend plusieurs sheds offrant des points de vue sur les paysages de la région. La halte d’East Angus est située dans le parc des Deux Rivières.

## Personnalités originaires d'East Angus
- Fernand Robidoux, chanteur (il compte parmi les premiers à enregistrer des chansons originales québécoises) et animateur de radio.
- Pierre Bourgault, homme politique, essayiste, professeur d'université et animateur de radio.
- Stéphane Dugal, joueur de hockey professionnel et propriétaire des Chevaliers d'East Angus
- Claude-Gilles Gosselin, homme politique, ancien ministre des Terres et Forêts dans les cabinets Johnson et Bertrand
- Donald Thompson, Abbé et homme d'affaires
- Robin Doyon, Trompettiste solo de l'orchestre symphonique d'Edmonton.
- Jean Luc Gagnon, Trompettiste à l'OSM et Professeur de trompette à l'Université de Montréal.
- Bertrand Gosselin, auteur-compositeur-interprète (duo Jim et Bertrand)